# Tha Doggfather
Tha Doggfather ist das zweite Studioalbum des US-amerikanischen Rappers Snoop Dogg. Es erschien am 12. November 1996 beim Label Death Row Records und belegte Platz 1 der Billboard 200.

## Produktion
Snoop Dogg wurde im August 1993 verhaftet und wegen Beihilfe zum Mord angeklagt; im Februar 1996 wurde die Anklage fallengelassen. Der Gerichtsprozess führte dazu, dass der Albumrelease und eine Tour zu seinem ersten Album Doggystyle verschoben werden mussten.
Tha Doggfather wurde im Gegensatz zu Doggystyle nicht von Dr. Dre produziert, da dieser im Streit mehrere Monate zuvor Death Row Records verlassen hatte. Diese Arbeit wurde von Daz Dillinger von Tha Dogg Pound, mit dem Snoop Dogg schon seit Schulzeiten befreundet ist, übernommen. Das Album wurde in den Studios von Death Row Records in Long Beach aufgenommen und von DJ Pooh gemastert und gemischt. Zwei Wochen vor der Veröffentlichung des Albums starb Tupac Shakur, ein Freund des Künstlers. Die Produktion des Albums wurde kurzzeitig gestoppt, da er Shakur im Booklet verewigen wollte.

## Covergestaltung
Das Cover ist überwiegend in Schwarz gehalten. Im Mittelpunkt ist der Kopf des Rappers, während oben links Tha Doggfather und unter dem Gesicht des Rappers Snoop Doggy Dogg in Weiß stehen. Das Cover wurde, wie beim Vorgänger auch, von Joe Cool gestaltet, der laut eigenen Aussagen durch die Schwarztöne die Seriosität, im Gegensatz zum eher selbstironischen Vorgänger, verdeutlichen wollte. Der Albumtitel ist eine Anspielung auf den Film Der Pate und den gleichnamigen Roman von Mario Puzo, die im Englischen The Godfather heißen. Zudem ist es eine Anspielung auf den Künstlernamen des Rappers.

## Texte
Die Texte auf Tha Doggfather unterscheiden sich sehr von denen seines Debütalbums Doggystyle. Während die Lyrics auf dem ersten Album eher aggressiv waren, viele Beleidigungen beinhalteten und größtenteils von Drogen, Sex und Gewalt handelten, reduzierte Snoop Dogg auf Tha Doggfather die Anzahl an Schimpfwörtern und erzählte in Liedern wie beispielsweise Doggyland über ein positives Leben und die Vermeidung von Gewalt. Snoop Dogg sagte dazu in einem Interview, dass er ein besseres Vorbild für Kinder sein wolle. Zudem versuche er, ein besseres Image zu präsentieren und Ärger mit Medien und Frauenrechtsvereinen aus dem Weg zu gehen. Snoop Dogg nutzte das Album zudem, um persönliche Dinge preiszugeben. So erzählt er, dass er seit Jahren Mitglied der Crips ist, dass er früher ein schlechtes Verhältnis zu seinem Vater hatte und wegen Drogenhandel von der Highschool verwiesen wurde.

## Sound
Auch der Sound des Albums unterscheidet sich stark von seinem Vorgänger. Auf dem Album wird beinahe komplett auf G-Funk verzichtet, der sich auf Doggystyle durch das Album zieht. Teilweise benutzte Snoop Dogg auch Musikrichtungen wie Funk bei Liedern wie Snoop Bounce oder Hardcore-Rap bei (O.G.) Wake Up. Das Album verwendet mehrere Samples verschiedener Songs anderer Künstler wie z. B. The Love You Save von den Jackson 5 bei Doggyland oder The Show von Slick Rick bei Sixx Minutes.

## Titelliste
| #  | Titel                        | Gastbeiträge                                        | Produzent                              | Länge |
| -- | ---------------------------- | --------------------------------------------------- | -------------------------------------- | ----- |
| 1  | Intro                        |                                                     | Snoop Dogg                             | 0:46  |
| 2  | Doggfather                   |                                                     | Daz Dillinger                          | 3:57  |
| 3  | Ride 4 Me (Interlude)        |                                                     |                                        | 1:01  |
| 4  | Up Jump tha Boogie           |                                                     | DJ Pooh                                | 4:43  |
| 5  | Freestyle Conversation       |                                                     | Soopafly                               | 4:17  |
| 6  | When I Grow Up (Interlude)   |                                                     |                                        | 0:37  |
| 7  | Snoop Bounce                 |                                                     | DJ Pooh                                | 4:03  |
| 8  | Gold Rush                    | Kurupt Tha King Pin                                 | Arkim & Flair, Daz Dillinger           | 4:52  |
| 9  | (Tear Em' Off) Me & My Doggz |                                                     | L.T.Hutton                             | 3:31  |
| 10 | You Thought                  | Too Short, Soopafly                                 | Soopafly                               | 4:44  |
| 11 | Vapors                       |                                                     | DJ Pooh, Daz Dillinger                 | 4:21  |
| 12 | Groupie                      | Tha Dogg Pound, Nate Dogg, Warren G, Charlie Wilson | Daz Dillinger                          | 5:06  |
| 13 | 2001                         |                                                     | DJ Pooh                                | 3:32  |
| 14 | Sixx Minutes                 |                                                     | Arkim & Flair                          | 4:40  |
| 15 | (O.J.) Wake Up               | Tray Deee                                           | Snoop Dogg                             | 4:43  |
| 16 | Snoop’s Upside Ya Head       |                                                     | DJ Pooh, Daz Dillinger, Charlie Wilson | 4:29  |
| 17 | Blueberry                    | Tha Doggpound                                       | Sam Sneed                              | 4:15  |
| 18 | Traffic Jam                  |                                                     |                                        | 0:34  |
| 19 | Doggyland                    |                                                     |                                        | 4:39  |
| 20 | Downtown Assassin            | Daz Dillinger, Tray Deee, Kurupt                    | Daz Dillinger                          | 4:22  |
| 21 | Outro                        | 2Pac                                                | Daz Dillinger                          | 0:42  |

## Singleauskopplungen
Als Singles wurden Snoop’s Upside Ya Head, Vapors und Doggfather ausgekoppelt, die alle international erfolgreich wurden. Snoop’s Upside Ya Head erreichte beispielsweise die Top 10 in den australischen Singlecharts. Zudem wurde die Single mehrfach auf Platz 1 der American Hot Rap Singles gewählt. Einen großen Teil des Erfolges macht die Hookline aus, die ein Sample von Oops Upside Ya Head von The GAP Band verwendet. Die zweite Single Vapors erreichte ebenfalls die Spitze der amerikanischen Rap-Charts. Das Album erreichte im Vereinigten Königreich die Top 40 der Charts. Snoop’s Upside Ya Head wurde dreifach mit Platin ausgezeichnet, während Vapors Doppel-Platin und Doggfather Gold erhielten.

## Erfolg und Kritik
Die Recording Industry Association of America zertifizierte im Februar 1997 eine zweite Platinschallplatte für mehr als zwei Millionen verkaufte Tonträger in Amerika.
Der Rolling Stone bewertete das Album allerdings gerade noch durchschnittlich und vergab 2½ von 5 Sternen.

## Nachfolgende Werke
Snoop Dogg bezog sich in späteren Werken des Öfteren auf den Titel seines zweiten Albums. Beispielsweise spielte er im Pornofilm Snoop Dogg’s Hustlaz: Diary of a Pimp den Moderator, der im Film mit Doggfather angesprochen wird. Zudem nannte sich Snoop Dogg in seinen späteren Liedern und Videos Doggfather.